# Metal Crusade
Metal Crusade var Iced Earths och Saxons Europaturné under februari 2009, som följde släppen av bägge bandens senaste album The Crucible of Man (2008, Iced Earth) och Into The Labyrinth (2009, Saxon), Iced Earth kommer också att släppa en DVD i samband med turnén, vad den handlar om är ännu okänt. Det speciella med turnén är att bägge banden är huvudakt, och de turas om att börja spela. Inget förband utnyttjas, men banden spelar en relativt kort tid var, blott en timme och femton minuter.

Det var tänkt att banden skulle spela i Köln i Tyskland den 4 februari, men spelningen flyttades fram till den 26 februari och en annan lokal.

Iced Earth och Saxon spelade i Sverige den 11 februari, på Tyrol i Stockholm, där det var Iced Earth som började att spela. Först skulle spelningen ägt rum på Annexet, men flyttades till Tyrol på grund av dålig biljettförsäljning. Köpta biljetter gällde.

Först planerades tre avslutande spelningar i Spanien, men dessa ställdes in på grund av konflikter kring schemat, Saxon sköt endast upp sina spelningar, medan Iced Earth inte deltar på dessa.

## Spellistor
Saxon
1. Battalions of Steel
2. Let Me Feel Your Power
3. Metalhead
4. Demon Sweeney Todd
5. Man and Machine
6. Dallas 1 pm
7. Hellcat
8. Broken Heroes
9. Valley of the Kings
10. Heavy Metal Thunder
11. Power and the Glory
12. Crusader
13. Live to Rock
14. Princess of the Night

Iced Earth
1. Intro - In Sacred Flames
2. Behold the Wicked Child
3. Intro - Invasion
4. Intro - Motivation of Man
5. Setian Massacre
6. Burning Times
7. Declaration Day
8. Vengeance is Mine
9. Violate
10. Pure Evil
11. Watching Over Me
12. Dracula
13. Melancholy (Holy Martyr)
14. My Own Savior
15. Iced Earth

## Banduppsättningar
Saxon
- Biff Byford – sång
- Doug Scarratt – gitarr
- Paul Quinn – gitarr
- Nibbs Carter – bas & keyboard
- Nigel Glockler – trummor

Iced Earth
- Matt Barlow – sång
- Jon Schaffer – gitarr
- Troy Seele – gitarr
- Freddy Vidales – bas
- Brent Smedley – trummor